# عمرو بن معاذ
أبو عثمان عمرو بن معاذ بن النعمان الأشهلي الأوسي الأنصاري (29 ق هـ - 3 هـ / 593م - 625م) صحابي جليل من بني عبد الأشهل من قبيلة الأوس من الأنصار وهو أخو الصحابي سعد بن معاذ وقد آخى النبي محمد ﷺ بينه وبين عمير بن أبي وقاص وشهد مع النبي غزوة بدر وغزوة أحد وقُتِل فيها شهيداً قتله ضرار بن الخطاب وعمره حين مقتله اثنان وثلاثون عاماً.

## نسبه
- هو عمرو بن معاذ بن النعمان بن امرئ القيس بن زيد بن عبد الأشهل بن جشم بن الحارث بن الخزرج بن النبيت بن مالك بن الأوس الأشهلي الأوسي الأنصاري ويُكَنى بأبي عُثَمان.
- أمه هي كبشة بنت رافع بن عبيد بن ثعلبة بن الأبجر الأنصارية وكان لها صُحَبة.